# Баррет, Френсис
Фре́нсис Ба́ррет (англ. Fransis Barrett; 18 декабря 1774, Марилебон, Лондон — около 1830) — английский мистик и оккультист; составитель учебника магии (1801) по трудам немца Корнелиуса Агриппы (ум. 1535) и итальянца Пьетро д’Абано (ум. 1316).

## Биография
О жизни Френсиса Баррета известно мало. Согласно некотором источникам родился 18 декабря 1774 года, в Марилебоне (Лондон). С детства работал и учился в аптеке у хирурга (в те времена слово хирург означало медицинского работника низшей ступени в отличие от врача, фактически являясь синонимом слова аптекарь. Также по совместительству хирурги были цирюльниками.)
Барретт претендовал на звание специалиста в области химии, метафизики и естественно-оккультной философии. Он был известен как невероятно эксцентричная персона, которая проводила уроки по магическим искусствам в собственной квартире и скрупулёзно переводила каббалистические и другие научные тексты на английский язык.

## Труды
Баррет с большим энтузиазмом возрождал интерес к оккультным наукам и опубликовал учебник магии под названием «Маг». «Маг» является компиляцией, почти полностью состоящей из отрывков трёх книг «Оккультной Философии» Корнелиуса Агриппы. Четвёртая книга «Оккультной Философии» приписывается Агриппе, в ней также содержится перевод 1655 года Роберта Тёрнера книги «Гептамерон» Пьетро д’Абано. Барретт сделал несколько преобразований и осовременил произношение и синтаксис этих отрывков. Помимо возможного влияния на английского оккультного романиста Бувье-Литтона, книга оказала влияние и на Элифаса Леви (ум. 1875).
Содержание «Мага» включает в себя сведения о естественной магии растений и камней, о магнетизме, о магических талисманах, алхимии, нумерологии, элементах и биографии прославленных адептов истории. «Маг» также послужил Барретту рекламным пособием. При помощи него Барретт находил людей, заинтересованных помочь ему в создании магического кружка. Реклама в «Маге» (часть 2, с.140) отсылала к неизвестной тогда школе, основанной Барреттом.

### Русские издания
- Маг / Френсис Баррет, Н. Новгород, 2013. ISBN 978-5-904844-63-9